# Verzorgingsplaats Weerbroek
Verzorgingsplaats Weerbroek is een Nederlandse verzorgingsplaats, gelegen aan de westzijde van de A50 Emmeloord-Eindhoven tussen afrit 18 en knooppunt Valburg in de gemeente Overbetuwe.
Aan de andere kant van de snelweg lag even verderop verzorgingsplaats Meilanden.
In 2012 is de verzorgingsplaats fors uitgebreid met extra parkeerplaatsen voor vrachtauto's, omdat de iets noordelijker gelegen verzorgingsplaats Kabeljauw is gesloten vanwege de aanleg van ecoduct Wolfhezerheide en overlast voor de nabijgelegen plaats Wolfheze.
Richting Emmeloord: De Gagel · De Slenk · De Somp · Kolthoorn · Zalkerbroek
Richting Eindhoven: Zalkerbroek · Het Veen · De Brink · De Schaars · Weerbroek · Ganzenven · Sonse Heide